# Жуан Оріоль
Жуан Оріоль (кат. Joan Oriol, нар. 5 листопада 1986, Камбрілс) — іспанський каталонський футболіст, лівий захисник.

## Ігрова кар'єра
Народився 5 листопада 1986 року в Камбрілси. Вихованець юнацьких команд футбольних клубів «Осасуна» та «Побла Мафумет». У дорослому футболі дебютував 2005 року виступами за головну команду останнього нижчолігового клубу.
2006 року став гравцем «Хімнастіка» (Таррагона), на правах оренди з якого грав за «Реус» та «Габу».
2008 року уклав контракт із «Вільярреалом». Протягом наступних двох років грав за «Вільярреал Б», а за головну команду клубу у Ла-Лізі дебютував лише в сезоні 2010/11.
Влітку 2013 року на правах вільного агента приєднався до «Осасуни», у складі якої по ходу сезону 2013/14 був здебільшого запасним гравцем. По завершенні сезону залишив команду, що саме вибула до Сегунди, і став гравцем англійського друголігового «Блекпула». В Англії також на заграв і першу половину 2016 року проводив вже в Румунії, де захищав кольори «Рапіда» (Бухарест).
Повернувшись на батьківщину, у 2015—2017 роках був основним лівим захисником у складі друголігової «Мальорки». Згодом було невдале відрядження до грецького «Атромітоаса», після чого виступи на батьківщині за нижчолігові «Корнелью», «Льєйда Еспортіу» та «Хімнастік».